# Kickxia urbanii
Kickxia urbanii är en grobladsväxtart som först beskrevs av Pitard, och fick sitt nu gällande namn av Kai Larsen. Kickxia urbanii ingår i släktet spjutsporrar, och familjen grobladsväxter. Inga underarter finns listade i Catalogue of Life.